# Matagalls
El Matagalls es una montaña de 1698 metros del macizo del Montseny que se encuentra entre los municipios de Brull y Viladrau en Osona, y el de Montseny en el Vallés Oriental.
En la cima se puede encontrar un vértice geodésico ( referencia 294106001 ), junto con una cruz de dimensiones considerables, dedicada a Mosén Cinto Verdaguer. En esta cruz, entre otras placas, hay una en recuerdo del también cura Jaume Oliveras y Brossa, excursionista, en memoria de quien se creó la Travesía Matagalls-Montserrat. Esta carrera de resistencia, en un primer momento, salía desde este punto, pero de unos años hacia aquí comienza el Coll Formic.
Desde la cima del Matagalls podemos contemplar desde muchas montañas de los Pirineos, de entre las que el Cadí, el Puigmal, el Puigllançada o el Canigó. También se puede ver una gran parte de las Cordillera Litoral y la Cordillera Prelitoral (Collserola, Montnegre y el Corredor, Sant Llorenç del Munt, el Garraf...) Se puede observar la Plana de Vich y muchas montañas de los prepirineos, como la Sierra del Montsec, la Sierra de las Guillerías, el Pedraforca e incluso en un día claro y sin nubes se pueden vislumbrar las Islas Baleares.

## Rutas
Para ponente el acceso más habitual se inicia el Coll Formic, en un itinerario básicamente descubierto de árboles. Por el lado de levante la subida más típica comienza a Sant Marçal y también es bastante concurrida la que se inicia el Coll de Bordoriol, ambas bajo un bonito hayedo.

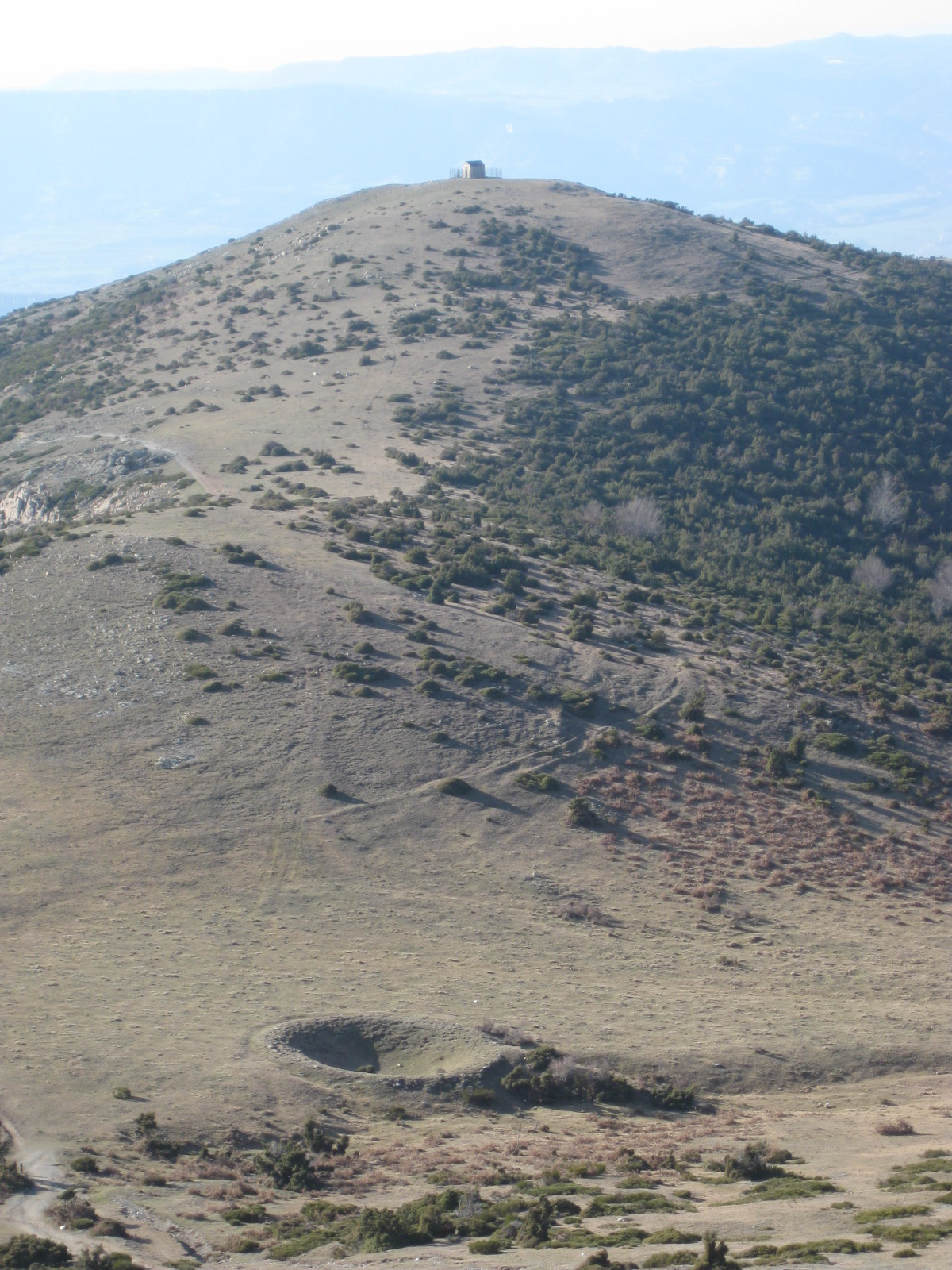
Pozo de hielo del Matagalls

### Coll Formic - Cruz de Matagalls
Es la ascensión más corta y fácil a la Cruz de Matagalls. Se salva un desnivel de 553 metros y se puede hacer con una hora y cuarto. Si el día es claro, hay unas vistas panorámicas muy amplias. Es la ruta más tradicional y frecuentada. Empieza a Collformic (1145m) y en 2 minutos se llega a una cruz que conmemora la muerte de 110 liberales. Se pasa cerca de la masía de Santandreu de la Castaña (1215 m). Cuando se lleva una media hora de camino, se pasa por el Plan de la Barraca (1370 m) y un cuarto de hora después se pasa por  Cerro Gordo (1525 m). Más tarde se pasa por el Collet de l'Estanyol (1530 m) y por el Collet de los Lobos (1569 m). 

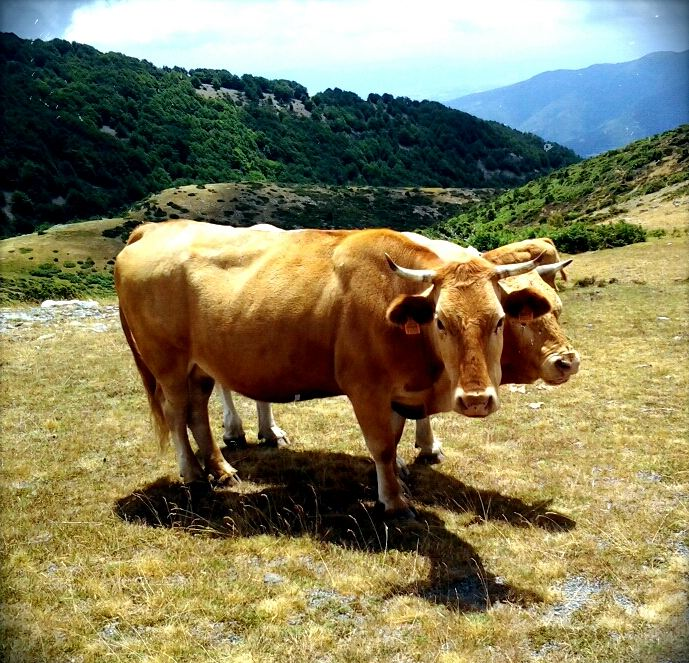
Vacas pastando bajo el Matagalls

### Ruta desde Sant Segimon
Desde el Santuario de Sant Segimon (1230 m) también se puede acceder a la cima del Matagalls. Esta ruta está señalizada con el PR C-205. El camino está en peor estado, ya que no es tan frecuentado. Se pasa por el Coll de Saprunera (1396 m), por el Plan de los Enebros (1500 m) y por el Collet de la Fuente de Matagalls (1561 m). A 1.555 m pasamos por la Fuente de Matagalls, que mana en un cubierto de obra. Antes de llegar a la cima se pasa por Collet del Prat Xic (1590 m) y por el Plan de las Saleres o las Saleres Viejas (1645 m).

## Aplec de Matagalls
Cada año se celebra una romería popular, el segundo domingo de julio. En 2015 se celebró la 66.ª edición.